# Order Wojskowej Chwały
Order Wojskowej Chwały (biał. Ордэн Воінскай Славы, ros. Орден Воинской Славы) – najwyższe białoruskie odznaczenie wojskowe.

## Historia
Odznaczenie został ustanowiony ustawą Rady Najwyższej Republiki Białoruskiej nr 3726 - XII z dnia 13 kwietnia 1995 roku art. 8 pkt. 2. Ustawa ta określała, że order ten jest nadawany za szczególne zasługi w umacnianiu obronności republiki.
W dniu 6 września 1999 roku dekretem Prezydenta Białorusi nr 516 określono jego wygląd, a w dniu 18 maja 2004 r. Ustawą Prezydenta Białorusi nr 288-3 uchylono ustawę z 1995 roku, zachowując na podstawie art. 4 Order Wojskowej Chwały, a w art. 7 ustalono za jakie zasługi jest nadawany.
Do chwili obecnej odznaczeniem tym wyróżniono tylko jedną osobę – gen. płk. L. Malcau (31.12.2008).

## Zasady nadawania
Zgodnie z art. 7 order może być nadawany wojskowym:
- za wybitne osiągnięcia w dowodzeniu oddziałami wojskowymi, utrzymaniu wysokiej gotowości bojowej i szkolenia zawodowego oddziałów wojskowych
- za osobiste czyny bezinteresowne akty odwagi w obronie Ojczyzny i interesu publicznego w czasie wykonanie innych obowiązków służbowych
- za zasługi w umacnianiu bojowego współdziałania i współpracy wojskowej z państwami zaprzyjaźnionymi

Odznaczenie jest nadawane przez Prezydenta Białorusi.

## Opis odznaki
Odznakę odznaczenie pięcioramienna gwiazda wykonana ze srebra o średnicy 44 mm, pomiędzy ramionami gwiazdy znajdują się dodatkowe ramiona w postaci promieni słonecznych. Promienie są pozłacane, a gwiazda emaliowana na czerwono. W środku gwiazdy znajduje się okrągła tarcza w średnicy 23 mm pozłacana. W środku tarczy na awersie znajdują się głowy dwóch żołnierzy, przedstawiające żołnierzy wojsk lądowych i lotniczych. Krawędź tarczy jest emaliowana na zielono na której w górnej części tarczy jest napis w języku białoruskim ВОІНСКАЯ СЛАВА (pol. Wojskowa Chwała), a w dolnej pozłacany wieniec z liści dębu i wawrzynu. Rewers odznaczenia jest gładki, a środku umieszczony jest numer odznaczenia.
Odznaka zawieszona jest na pięciokątnej zawieszce pokrytej wstążką składającej się kolejno: szerokiego paska koloru czerwonego, wąskiego koloru zielonego, a następnie trzech czarnych i dwóch pomarańczowych wąskich paskach.